# Love (альбом Love)
Love — дебютный альбом американской рок-группы Love, выпущенный в апреле 1966 года на лейбле Elektra.

## Об альбоме
Двенадцать из четырнадцати треков, вошедших в альбом, были записаны с 24 по 27 января 1966 года в студии Sunset Sound Recorders в Голливуде. Дата и место записи двух других треков («A Message to Pretty» и «My Flash on You») неизвестны.
Песня «My Little Red Book» звучит в финале фильма «Фанатик» и в эпизоде сериала «Беверли-Хиллз, 90210» «Alone at the Top».

## Список композиций
Все песни написаны Артуром Ли, за исключением указанных.

### Первая сторона
1. «My Little Red Book» (Бёрт Бакарак, Хэл Дэвид) — 2:33
2. «Can’t Explain» (Ли, Джонни Эколс, Джон Флекенстейн) — 2:41
3. «A Message to Pretty» — 3:14
4. «My Flash on You» — 2:10
5. «Softly to Me» (Брайан Маклин) — 2:58
6. «No Matter What You Do» — 2:47
7. «Emotions» (Ли, Эколс) — 1:59

### Вторая сторона
1. «You I’ll Be Following» — 2:26
2. «Gazing» — 2:43
3. «Hey Joe» (Билли Робертс) — 2:42
4. «Signed D.C.» — 2:48
5. «Colored Balls Falling» — 1:56
6. «Mushroom Clouds» (Ли, Эколс, Кен Форсси, Маклин) — 2:26
7. «And More» (Ли, Маклин) — 2:56

## Участники записи
- Артур Ли — лид-вокал, перкуссия, гармоника. Ударные (2, 6, 9, 13, 14).
- Джонни Эколс — соло-гитара
- Брайан МакЛин — ритм-гитара, ритм-вокал. Лид-вокал (5, 10).
- Кен Форсси — бас-гитара
- Олбан Пфистерер — ударные

Кроме того:
Судя по информации из бокс-сета Love Story, в записи треков «A Message to Pretty» и «My Flash on You», возможно, участвовали не Форсси и Пфистерер, а Джон Флекенстейн и Дон Конка соответственно.